# 拿坡里足球會
那不勒斯足球俱乐部（義大利語：Società Sportiva Calcio Napoli），簡稱為那不勒斯，是一家設於坎帕尼亞大區首府那不勒斯的意大利職業足球會，現正於意大利甲組足球聯賽進行比賽，為意大利足球联赛系统的頂級賽事。拿玻里於1926年成立，曾贏得4次意甲聯賽冠軍、6次意大利盃冠軍、2次意大利超級盃，以及1次歐洲足協盃。
據統計，拿坡里於意大利擁有第4多的球迷。於2015年，拿玻里於意甲聯賽最有價值球會的排行榜中排名第5，亦被列入同年的福布斯足球俱乐部财富排行榜。球會為歐洲足球會協會其中一員，截至2016年1月，拿玻里於歐洲足協積分排名中位列第8，於一眾意大利球會中則排名第2。
自1959年起，拿玻里以位於城市西郊Fuorigrotta地區的聖保羅球場作為主場。球隊的球衣主色調為天藍色配上白色短褲，會歌則為「'O surdato 'nnammurato」。著名的前球員包括、卡雷卡、和。

## 球會历史

### 早期歷史
最初建立俱乐部时的名称是那不勒斯足球与板球俱乐部（Naples Foot-Ball & Cricket Club），1904年一个英国的水手威廉·珀斯和他的伙伴海克特·M·拜永加上包括之后成为俱乐部首任主席的阿梅德奥·萨尔西几位那不勒斯人一起创建了这家俱乐部。最初球队的球衣颜色是天蓝色和海军蓝两色的剑条衫，而球裤颜色是黑色，1906年俱乐部改名为那不勒斯足球俱乐部（Naples Foot-Ball Club）。
在俱乐部成立的初期，当时的意大利联赛仅限于北方的俱乐部，而南方的球队只能与附近的水手组成的业余球队比赛，或者是参加名为诸如Sir Thomas Lipton's Lipton Challenge Cup这种杯赛，期间那不勒斯曾经三度在决赛中击败现在仍在意甲作战的巴勒莫。1912年起由外国人组建的国际那不勒斯开始和他们竞争，两支球队在1912-1913赛季都加入了当时的意大利顶级联赛，由于处于同一座城市于是双方就开始了长期的对抗，不过球队的战绩并不是那么显赫，第一次世界大战后那不勒斯同她的同城对手合并组成了国际-那不勒斯足球俱乐部（Foot-Ball Club Internazionale-Naples），也就是一般人们所说的FBC Internaples。
1926年8月1日，在FBC Internaples俱樂部的會員大會上，決定將俱樂部的名字改為Associazione Calcio Napoli，那不勒斯足球聯合會——這個名字在8月23日正式啟用。 FBC Internaples的主席、那不勒斯當地一位年輕的工業家阿斯卡雷利（Giorgio Ascarelli）繼續擔任俱樂部主席，他也成為那不勒斯足球俱樂部歷史上的第一任主席。

### AC Napoli時期
是一位有雄心的主席，他很快為俱樂部請來了英國主教練，後者曾連續兩年率熱那亞贏得意大利足球聯賽冠軍。也是在阿斯卡雷利治下，那不勒斯擁有了俱樂部歷史上的第一位超級明星——薩魯斯特羅(Attila Sallustro)。在馬拉多納加盟那不勒斯前，當地人傳頌最廣的名字便是薩魯斯特羅，而他目前仍是那不勒斯國內賽事進球最多的球員。薩魯斯特羅是巴拉圭後裔，出身富庶，他的父親認為體育應該是愛好而不是賺錢的手段，所以薩魯斯特羅在加盟那不勒斯之初都是免費踢球，直到1932年才開始以職業球員的身份領工資，月薪900里拉，而這已是他在那不勒斯踢球的第7個賽季。

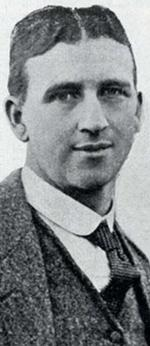
威廉·加布特

阿斯卡雷利

加布特的運籌帷幄和薩魯斯特羅的進球讓那不勒斯在進入AC Napoli時代之初可以穩居聯賽排行榜的中游，並且連續兩年獲得季軍——南方球隊有這樣的成績已經很不容易，在加布特之後，那不勒斯再次獲得意甲第三名已是20年後的事。
阿斯卡雷利先後兩次出任俱樂部主席，作為AC Napoli的奠基人，他畢生的夢想是球隊可以有一個屬於自己的球場。阿斯卡雷利個人投資，興建維蘇威體育場，這個球場在1930年正式投入使用，遺憾的是，新球場揭幕僅兩週，阿斯卡雷利因突發性腹膜炎逝世，享年35歲。作為紀念，這裡改名為阿斯卡雷利球場(Stadio Giorgio Ascarelli)，一戰期間又改名為那不勒斯人體育場。
球隊的上升勢頭因第二次世界大戰的爆發而終止，很快淪為只能為保級而戰的隊伍。二戰期間，AC Napoli停止活動。 1944年，分別成立了兩家那不勒斯體育俱樂部（la Societa Sportiva Napoli和la Societa polisportiva Napoli），兩家很快又合併為那不勒斯體育協會（Associazione Polisportiva Napoli）。 1947年，俱樂部重新命名為AC Napoli，一年後卻因為“假球”被勒令降級。那是1947/1948年賽季的第38輪，當時那不勒斯和沙勒尼塔納、卢卡、阿歷山大利亞同積28分排名倒數第二，在和博洛尼亞的比賽中，那不勒斯憑藉第90分鐘的進球擊敗對手，也暫時逃離降級區，但他們賽后被指控行賄，當年的聯賽成績取消，被罰為最後一名降級。
二戰後的那不勒斯一直面對動盪，有低谷也有高峰。1955年俱樂部簽下巴西球星維內西奧(Luís Vinício)，維內西奧在1958年幫助那不勒斯贏得意甲第4名。聖保羅體育場也在此期間落成並投入使用。維內西奧於1960年轉會博洛尼亞，次年那不勒斯就降入乙級。為了讓球隊盡快回到甲級，主席阿基萊·勞羅簽下多名球員，和維內西奧同時代、效力那不勒斯8年之久的佩薩奧拉(Bruno Pesaola)出任主教練，沒想到此前毫無執教的經驗的佩薩奧拉在執教初年創造奇蹟，不僅幫助那不勒斯重返甲級賽場，還率隊成為迄今唯一一支奪得意大利杯的意乙球隊。可惜好景不長，升上甲級第一個賽季，那不勒斯表現糟糕，又在保級生死戰中0比2輸給摩德納，再度降級。
1964年6月25日，俱樂部正式更名為Societa Sportiva Calcio Napoli。

### 马拉多纳時期（1984年-1991年）
那不勒斯隊成立於1926年，马拉多纳到來前的58年內，那不勒斯隊只獲得過兩次意大利杯(1962年和76年)，一次進入到歐洲優勝者杯的四強(1977年)，其他的戰績乏善可陳。1982/83賽季，那不勒斯更加幾乎降班到意乙，僅以1分的優勢成功護級。次年球會以當時的天價購入了马拉多纳，結果马拉多纳的到來改變了球隊的一切。

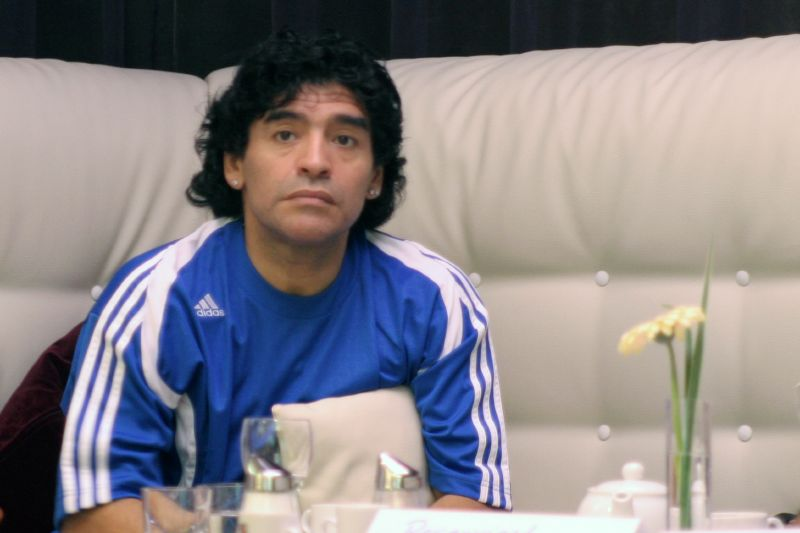
迭戈·马拉多纳於1984年以破當時世界紀錄的身價來投

那不勒斯在当时签下马拉多纳打破了世界足坛的转会费的记录，在1984年6月30日他们以1200万美元从巴塞罗那带走了阿根廷球王。球队的阵容也作出了重建，希罗·费拉拉、等球員加入了新球队里。很快球队又回到了意甲排名的前列，85-86赛季球队拿到了联赛第三名的成绩，这已经是历史性的成就了，不过之后的86-87赛季那不勒斯的成绩更上一层楼，他们最终以领先第二名3分的成绩问鼎了意甲冠军，并且在意大利杯的决赛裏4-0大胜亚特兰大队成就了双冠王。并且，马拉多纳还带领球队在1989年夺得了欧洲联盟杯冠军，决赛中，那不勒斯击败了来自德国的斯图加特，马拉多纳表现出色，力挽狂澜带领球队夺冠。
1984年到1991年這7個賽季，是那不勒斯擁有马拉多纳的7年，他們一躍成為令意大利矚目的力量，從默默無聞到能和北方豪強分庭抗禮。 1986年意甲第三，1987年聯賽奪冠，1988年和米蘭爭的你死我活，最後位列聯賽亞軍；1989年歐洲聯盟杯冠軍、聯賽亞軍；1990年氣走AC米蘭，獲得聯賽冠軍……這一切顯然是马拉多纳給予那不勒斯人最大的禮物。更重要的是，那不勒斯不是富裕的城市，購買马拉多纳堪稱瘋狂舉動，球隊無力再去建立真正的豪門軍團，在球隊整體水準相對北方豪門佔據弱勢的前提下，還能獲得兩次意甲冠軍，很大程度上靠的是马拉多纳這個超強的個體。
1984-85賽季是马拉多纳到那不勒斯的處子賽季。雖然球隊上賽季還瀕臨降級，但马拉多纳很快表現出應有的水平，在第2輪中打進桑普多利亚一球，揭開了阿根廷球王在意大利的闖蕩史。由於實力平平，那不勒斯在聯賽前半程徘徊於降級圈左右，但在1985年新年過後，那不勒斯突然連戰連捷，马拉多纳也在和拉素的比賽中上演了帽子戲法，這場球真正讓马拉多纳的名氣響徹亞平寧半島，他不僅有一個禁區線外的笠射破門，還從角球旗直接入球。賽季完結後马拉多纳憑14個入球，不但位列全隊之首，也摘取了意甲銅靴。而那不勒斯憑藉下半程的發力（後半階段僅負米蘭一場），名次一路上升到最後的第八名。要知道此前的一個賽季，他們僅以1分優勢保級。
1985-86賽季的马拉多纳，已經完全得到那不勒斯球迷的認同，1982年世界杯的失意者，此時已經成為那不勒斯創造歷史的帶頭人。马拉多纳率領一支平凡的部隊改變了格局，和祖雲達斯一樣，那不勒斯在主場保持了很高的勝率，尤其在對祖雲達斯、羅馬、AC米蘭、國際米蘭這四強時，取得了3勝1平的非凡戰績，马拉多纳對國米、祖雲達斯和羅馬時，三場比賽都打入那不勒斯的唯一入球。即使在客場比賽，那不勒斯對這四支國隊的這4場也取得了1勝2平1負的戰績，和豪門較量完全不落下風。而马拉多纳更在對米蘭雙雄的比賽中各入一球。這個賽季標誌著马拉多纳完全成為意甲頂尖的前鋒，事實上他真正得到意大利球壇的認可，就是從1985-86賽季擊敗意甲豪門如家常便飯開始。
1986-87賽季，夏天時在1986年世界杯上捧杯的马拉多纳開始了在那不勒斯第三年的征途，這是屬於他的賽季，马拉多纳率領那不勒斯獲得意甲和意大利杯的雙冠王，創造了那不勒斯隊前無古人的歷史。在意大利足球歷史上，當時還沒有哪支南方球隊能超越富裕的北方球隊而奪冠，這次马拉多纳幫助那不勒斯做到了。可以想像當時那不勒斯市內的狂歡場景，嘆號不斷的標語、畫有马拉多纳誇張頭像的旗幟、抒發情感的塗鴉作品，這些在那不勒斯的街頭成為最令人矚目的焦點。賽季初期，那不勒斯球迷不敢奢望球隊能奪冠，畢竟他們還在保級。而且因為隊伍在夏季轉會的調整併不大，甚至反而讓人迷惘。主帥比安奇讓年輕的中堅費拉拉打上主力，後衛線上相對穩定；中場線上從阿韋利諾買入了，卡爾內瓦萊成為鋒線主力之一，但賽季前半段他只能當替換球員。上賽季進十球的喬爾達諾留了下來，和他搭檔的人則換成了羅馬諾，後半個階段則是卡爾內瓦萊。馬勒當拿在這賽季中意甲進了10球（全隊第一），意大利杯賽進了7球，其中有不少絕世之作可以和墨西哥世界杯時相媲美，比如對|桑普多利亚的貼地魚躍沖頂、主場對米蘭的連過三人後的零角度破門(2比1勝)。而卡爾內瓦萊由於在聯賽最後4場進了4球，個人總進球數一下達到8個，排進賽季意甲射手前十行列，他也開始成為意甲受關注的一線前鋒。同時马拉多纳也率領球隊獲得了意大利杯的冠軍，那不勒斯在意大利杯裹13戰全勝，在意大利杯歷史上竟然再沒有任何一隊能以如此順利的進程奪冠。

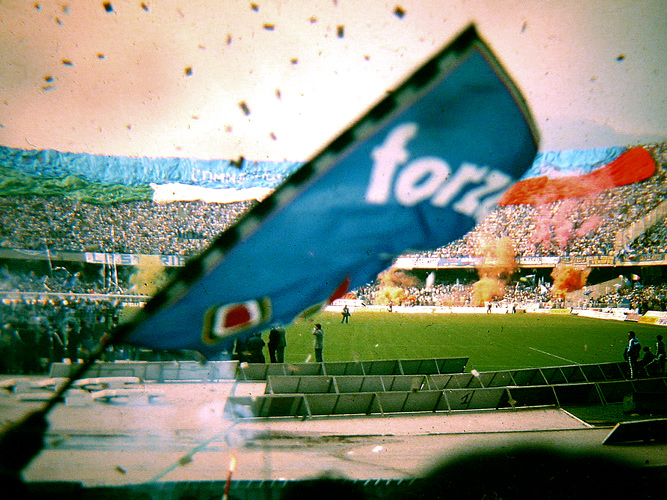
那不勒斯球迷慶祝他們的第一個聯賽冠軍

1987-88賽季，對马拉多纳個人來說，是豐收的一年，他以15個進球摘走了意甲金靴（各項賽事共21球），但對於那不勒斯而言，卻是個不幸的賽季，儘管球隊踢得同樣很出色，但在最後階段連失六分，結果被AC米蘭迎頭超越，1988年5月1日在聖保羅體育場，那不勒斯和AC米蘭的交鋒至為關鍵，可惜球隊以2-3敗於AC米蘭，最終那不勒斯獲得了聯賽亞軍。另外球隊從聖保羅挖來了卡雷卡。卡雷卡的加盟，令前場攻擊線上組成了马拉多纳、喬爾達諾和卡雷卡的組合，人稱馬喬卡組合(MaGiCa)。這三人令那不勒斯的入球力大增，全賽季一共打進31個入球，而攻進13球的卡雷卡也位列马拉多纳之後獲得銀靴。整季全隊打進55球，比第二的AC米蘭多出12球，球隊不斷踢出進3球以上的高比分賽事。
1988-89賽季，基於上個賽季球隊後防面對意甲列強時表現不理想，導致上個賽季只能屈居於AC米蘭之下獲得亞軍。所以球隊在馬德里競技購來了阿萊芒，而喬爾達諾的離開，讓卡爾內瓦萊再次成為主力前鋒。和上賽季一樣，那不勒斯繼續保持強大的攻擊力，三人進球的效果絕對超過“馬喬卡”組合，賽季三人成功在意甲攻入了41球。但擁有「德國三駕馬車」組合和查柏東尼率領下的國際米蘭以58分的兩分制最高紀錄奪得當季的意甲冠軍。那不勒斯無力擊敗這一支國際米蘭，而屈居於意甲亞軍。但在歐洲賽場，那不勒斯成功奪得歐洲聯盟杯。那不勒斯連續擊敗雅典PAOK隊、東德的萊比錫火車頭、法國的波爾多、尤文圖斯(客場0-2負、主場90分鐘內2-0勝、加時119分鐘致胜球)，還以兩回合計4-2擊敗了將國米淘汰的拜仁慕尼黑。那不勒斯的決賽對手是斯图加特，那不勒斯首先打主場，依靠马拉多纳的十二碼，以及卡雷卡再下一城，首回合那不勒斯2比1勝，而第二回合马拉多纳更交出兩次助攻，令雙方打成3比3平，那不勒斯以總分5-4獲得了歐洲聯盟杯的冠軍。
1989-90賽季，是意大利足壇世界各國外援開始大放異彩的時候，那不勒斯的實力不如北方三強，賽季前並不被看好。但那不勒斯從第一場比賽開始，就延續著不敗的好運，球隊一直到第17輪才在客場輸給了拉齊奧。馬勒當拿、卡雷卡和卡爾內瓦萊的三叉戟組合繼續貢獻源源不斷的入球，球隊在主場取得幾乎每場必勝的戰績。而AC米蘭追趕著那不勒斯，此時的巴斯滕已成為意甲頂尖前鋒，他的入球幫助米蘭死死咬住那不勒斯。第26輪形勢一度變化，AC米蘭反超那不勒斯兩分，第29輪兩隊同時輸球，此時米蘭還領先1分。真正的追趕從第30輪開始，靠著马拉多纳的兩個進球，球隊3比1擊敗尤文圖斯，隨後四場比賽那不勒斯氣勢如虹，連勝四場，將米蘭活活拖垮，最後決戰當中，那不勒斯成功擊敗拉齊奧，並超出米蘭兩分，成功在意甲第兩度封王。而在這最關鍵的5場比賽中，马拉多纳更貢獻了4球。整個城市都在為马拉多纳而瘋狂，他的16個聯賽進球也超越了自己保持的紀錄，而那不勒斯主場16勝1平的戰績也保證了他們能傲視意甲群雄。此外蘇拿也被提升到一線替補的位置上，蘇拿在該賽季表現良好，在對亞特蘭大和熱那亞的比賽中亦有入球。
1990-91賽季，這季季初那不勒斯在意大利超級杯中以5-1大勝祖雲達斯。但之後马拉多纳在聯賽中的表現卻差強人意，31歲的他狀態頓失，連聯賽加意大利杯賽一共只進了10球(十二碼有7個)。在91年3月，他被查出服用了興奮劑，而後他被迫離開意大利，並被國際足協禁賽15個月。沒有了马拉多纳的助陣，那不勒斯戰績當即大幅下滑，這個賽季結束後，那不勒斯從意甲的衛冕冠軍跌落到第八。 1992年6月，重獲出場自由的马拉多纳，拒絕回到那不勒斯亦離開了意大利，加盟了塞維利亞。 90年代的第一個賽季，意甲的步伐走在了其他各國聯賽的前面，但那不勒斯卻失去马拉多纳而開始了十幾年的淪落。
由于意大利本土南部（亚平宁半岛的所在的南方地区）在馬勒當拿加入前从未赢得过意大利顶级联赛的冠军，所以从此之后马拉多纳成为了当地的一种文化象征，成为了那不勒斯整个地区的一个“符号”，对于那不勒斯人来说这种意义甚至超越了足球的意义。1991年，在马拉多纳離隊後，象徵马拉多纳的那不勒斯10號球衣亦跟隨退役。

### 後马拉多纳時代（1991年-1994年）
在馬勒當拿被禁賽後，在失去马拉多纳的影響力下，曾創造拿玻里輝煌歷史的球員們在隨之開始紛紛轉投其他意甲球隊，加上其他意甲實力的增強，令拿玻里進一步由盛轉衰。不過在星散之前的後馬勒當拿時代，拿玻里在意甲依然處於中上游的位置。
1991-1992賽季，拿玻里的鋒線轉由蘇拿與卡雷卡擔任，球隊亦購入了帕多瓦諾和白蘭斯等球員作補強，雲尼亞里亦取代了比貢成為新教練。這一季拿玻里入球數字驚人，卡雷卡迎來第二春而攻入了15球、繼承了10號球衣的蘇拿亦在當季攻入了12球，而球隊全季最終以56個入球位列意甲第三最多入球的球隊，球隊亦重回前列，以第四名完成賽季。

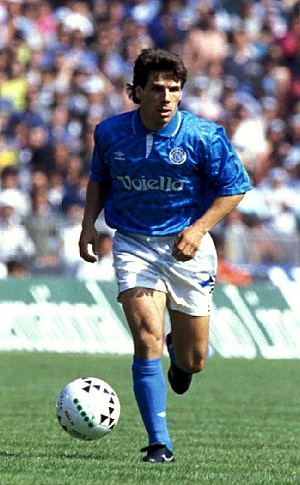
效力那不勒斯的蘇拿

1992-1993賽季，球隊更收購了烏拉圭鋒將豐西卡，簡拿華路亦升上了一隊。但由於球隊兩位中場大將阿萊芒與德拿玻里相繼離隊，結果季初球隊戰績差強人意。雖然球隊季初曾在歐洲賽場上作客華倫西亞時，憑豐西卡五福臨門而大勝1-5，但聯賽最初9場中只得2勝2和5負的戰績，結果雲尼亞里被辭退，由80年代曾帶領拿玻里奪冠的比安奇接任。但球隊成績起伏不定，甚至在冬季的聯賽半程時，球隊身陷於降班漩渦中。在最終球隊憑鋒線強大的攻撃力掩蓋後防的不足，以令人失望的第十一名的成績結束賽季。
1993-1994賽季，由於球會的債務問題加劇，球隊被逼出售了門將加利和新星蘇拿等主力，老將卡雷卡亦轉戰日本聯賽。而納比則取代了比安奇成為拿玻里的教練。同時球隊提拔了青訓柏基亞、購入了門將塔格利亞拉特拉等球員補強。納比在當季改善了拿玻里防線的不足，令失球數字大幅減少，加上簡拿華路的爆發和豐西卡出色的演出，球隊以第六名的成績完成賽季。
但在1994年的夏天，納比連同球會隊長費拉拉離開了拿玻里，並一同加盟了祖雲達斯。加上拿玻里的債台高築，鋒線主力豐西卡被球隊出售到羅馬。而隊長費拉拉的離隊，象徵拿玻里的後馬拉多納時代的結束。拿玻里亦因為持續負債問題，開始長達近十年的衰落。

### 衰落（1994年-2004年）
1994年後,那不勒斯的實力的衰退更為明顯，球隊一直處於中下游位置，在1997-1998賽季後，那不勒斯更是因為財政危機而出售太多主力球員令球隊要降班。
1994-1995賽季，這一季那不勒斯在失去豐西卡等等的得分球員的情況，雖然球隊亦收購了阿蘭•博格西安、古斯等球員作補充，不過球隊上半程依然陷於護級漩渦當中。在上半程聯賽當中，球隊只有3勝勝仗，其後拿玻里聘用了南斯拉夫名帥武亚丁·博斯科夫作教練，球隊成績亦得以改善，球隊亦最終以第7名完成賽季。而基於球隊季初有幾位主力出走的情況下，當季的成績亦被視為成功。當季的成功除了建基於保斯高夫調兵遣將的能力外，簡拿華路更是展現世界級中堅的表現，而且當季球隊購入的巴西中堅古斯除了在防守上亦有出色的演出外，更以後衛的身份攻入了7個聯賽入球亦成為球隊當季的次席射手，為球隊追回不少分數。
1995-1996賽季，這一季的那不勒斯在季初繼續失去球隊骨幹球員，在財政危機下，球隊被逼將簡拿華路出售至帕爾馬。不過球隊亦收購了中堅艾耶拉和前鋒迪拿玻里等等的球員作為補充。但球隊當年鋒線的表現極為差劣，全季僅僅攻入28球，是當季意甲入球數最少的球隊之一。當中更有15場聯賽賽事未有入球。當季鋒線各員和上季的次席射手古斯亦接連受傷患影響是令球隊攻力低迷的主要原因。結果球隊令人失望地以聯賽排名12位完成賽季。而在意大利杯更是在首輪便敗於萊切出局。
1996-1997賽季，上季成績不佳使教練武亚丁·博斯科夫被解聘，並由施蒙尼接任。球隊在這季保留了上季的主力成員，而在這賽季上半程，球隊表現尚且是不過不失。然而在聯賽下半程開始，球隊遭遇連續十場不勝的劣績，施蒙尼在途中也被辭退，並由青年軍教練蒙特拿接任。最終球隊以聯賽排名13位完成一個極失望的賽季。同時，球隊在意大利杯一路頑強地殺入了決賽。並在決賽首回合憑柏基亞的入球，在主場以1:0領先維琴察。但在次回合作客卻反遭3:0的逆轉而失落意大利杯冠軍。
1997-1998賽季是那不勒斯災難性的一季，球隊在這季亦以降班作為終結。由於球隊的財政危機加劇，那不勒斯這一季出售了眾多主力球員。當中包括了古斯、博格西安、柏基亞等球員。並以一眾上季只作為替補為主的球員當季球隊主力。亦只收購了艾歷尼、阿辛奴域等當年實力一般的球員作補充。主力球員大規模的離去，加上頻頻換師(當季球隊共有4位教練先後執教球隊)令球隊軍心不穩的情況下，當季球隊打出了災難性的成績：全季三十四場僅贏取了兩場比賽，並只取得14分，球隊提前5輪就宣告降班，最終球隊亦以榜尾成績完季。

### 復興與馬沙利時代（2004年-2013年）

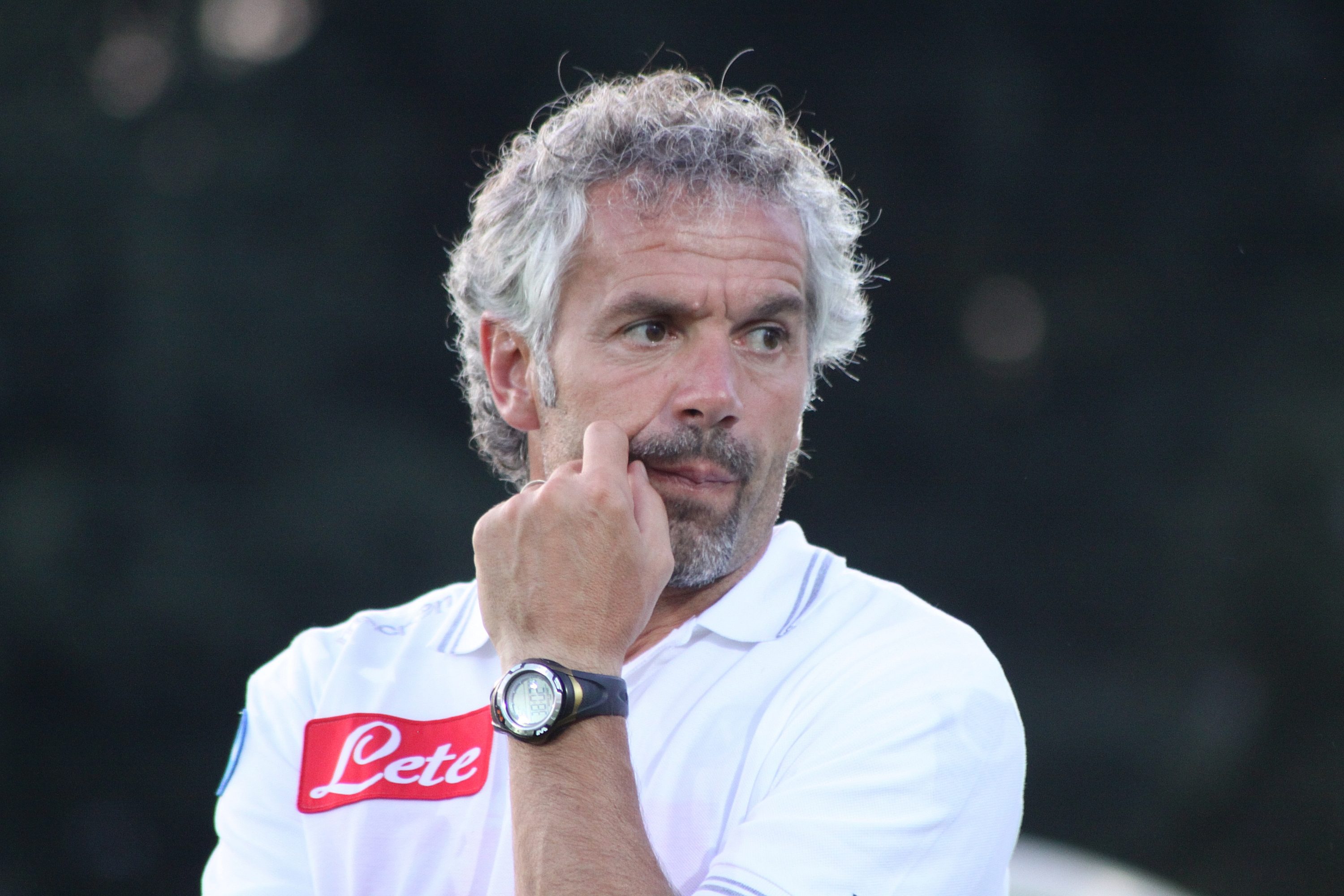
前義大利主教練鄧納東尼於2009年3月接掌球隊，僅執教7個月即被辭退。

2004年8月3日，那不勒斯宣布破產並被勒令降級，正在羅馬談生意的電影大亨狄羅倫提斯在6天后得到消息，這位製片人很快作出決定，授權私人律師在一周後開始收購計劃。“那不勒斯足球股份有限公司”在8月26日成立，9月10日正式買下原“那不勒斯體育和足球俱樂部”，並趕上了報名參加當年的丙一級聯賽。
2006-2007年，那不勒斯征戰意乙，最後以第2名的成績，重返來屆意甲聯賽。翌季火速取得歐洲足協杯資格。
2009-2010年球季拿坡里開季7戰僅取得2勝1和4負的差劣成績，2009年10月4日作客1-2負於羅馬後，鄧納東尼繼球隊主管皮耶尔保罗·马里诺（Pierpaolo Marino）後亦被辭退，前森多利亞主教練沃尔特·马扎里走馬上任。马沙利引进了一套对战术反击极为重视的3-4-3系统后球队一度扶摇直上，接下来两个赛季分别晋级欧罗巴联赛与欧洲冠军联赛正赛。2010/11年賽季，那不勒斯更展現出強勁的勢頭，一度處於爭冠的行列，前鋒卡雲尼攻進26球獲意甲銀靴，最終全季以21勝6平9負的成績獲得意甲季軍。時隔多年，重回歐冠賽場。此外马扎里尤为值得称道之作便是在欧冠小组赛中从“死亡之组”中与一支独秀的的德甲班霸拜仁慕尼黑携手出线、击败了出线大热门曼城。更在十六强赛中主场3-1力擒車路士，不料最终被車路士在客场经过加时赛以4-1逆转，总比分4-5惜败，无缘八强。

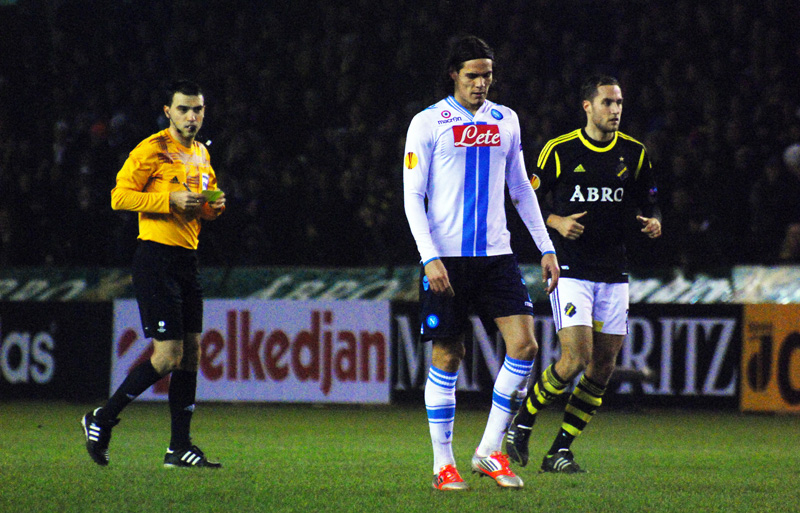
2012年時的艾甸臣·卡雲尼在歐霸杯的賽事裹與AIK進行比賽。

2012年5月20日，那不勒斯於意大利杯決賽中迎戰剛剛以全季不敗奪得意甲冠軍的祖雲達斯。球隊以2-0擊敗對手，這是拿玻里在20年來的第一個獎盃。在2012-2013年球季，那不勒斯更成功獲得意甲亞軍，隊中首席射手卡雲尼更以29球奪得該季意甲金靴。

### 崛起：賓尼迪斯時代（2013年-2015年）與沙利時代（2015年-2018年）

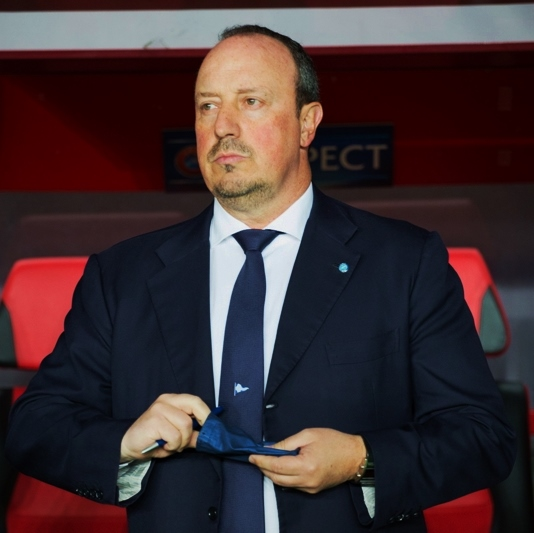
贝尼特斯

2013年5月27日，那不勒斯主席狄羅倫提斯通過推特宣布，贝尼特斯成為那不勒斯新帥，雙方簽約兩年。在貝尼特斯執教的第一個賽季，上屆首席射手卡雲尼以6400萬歐元被出售而離隊，同時俱樂部購入了、等球員。同時這個賽季裹，球隊成功以全季78分的成績取得意甲季軍，同時球隊亦在意大利杯決賽上以比分3-1擊敗費倫天拿，奪得了2013/14球季的意大利杯冠軍。但在歐冠賽場上，雖然在分組賽中獲得12分，但依然因得失球差較少而被逼轉戰歐霸盃，並在16強失利出局。在2014/15年球季，那不勒斯在歐聯附加賽賽事敗於，轉戰歐霸盃後雖然成功殺入14-15年賽季歐霸盃的四強，但以總比分1-2敗於烏克蘭球隊而無緣決賽。不過，那不勒斯在2014年意大利超級盃的賽事上，在120分鐘裹戰和祖雲達斯，並最後成功以互射十二碼的方式擊敗祖雲達斯，奪得球隊史上第二座意大利超級盃。5月28日，當時主教練貝尼特斯宣佈賽季後離隊。但在14/15年球季的第38輪，那不勒斯以比分2-4敗於拉素，結果完成賽季那不勒斯僅僅位列第五位，無緣參加2015/2016年球季歐聯的賽事。
2015年6月12日，前安玻里主帥毛里齊奧·薩里就任那不勒斯新帥，雙方簽約兩年。此外，在2015年4月時，那不勒斯官方宣佈其球衣供應會由Macron改為kappa，合約期將為5年，贊助費約每賽季800萬歐元。

在2015/16賽季，沙利成功保留了大部份賓尼迪斯所建立的班底，以征戰新賽季。而在賽季初期，沙利一度以4-3-1-2陣式取代了賓尼迪斯時代常用4-2-3-1陣式，卻導致球隊首三輪賽事未嘗一勝。之後沙利改用4-3-3陣式，反而在其後的歐霸杯和聯賽中分別大勝布魯日和拉素各5-0。其後拿玻里氣勢如虹，接連擊敗了衛冕冠軍祖雲達斯、作客大勝AC米蘭0-4，以及再在主場擊敗了費倫天拿。促使拿玻里成為了聯賽半程冠軍。在歐霸盃的分組賽中，球隊不但6戰6勝，更在得失球差方面破紀錄。不過在2016年2月時，由於緊密的賽程，拿玻里在次循環迎戰祖雲達斯、AC米蘭和費倫天拿均失分而回，最終將榜首位置拱手相讓於祖雲達斯。歐霸盃亦止步32強。其後拿玻里不但未能收復失地，相而接連失分，最終在聯賽第35輪中被羅馬絕殺，令祖雲達斯提早3輪奪得當季意甲冠軍。最後拿玻里以破意甲3分制下的隊史紀錄，以82分取得意甲亞軍，獲得2016/17賽季歐聯的小組賽資格。

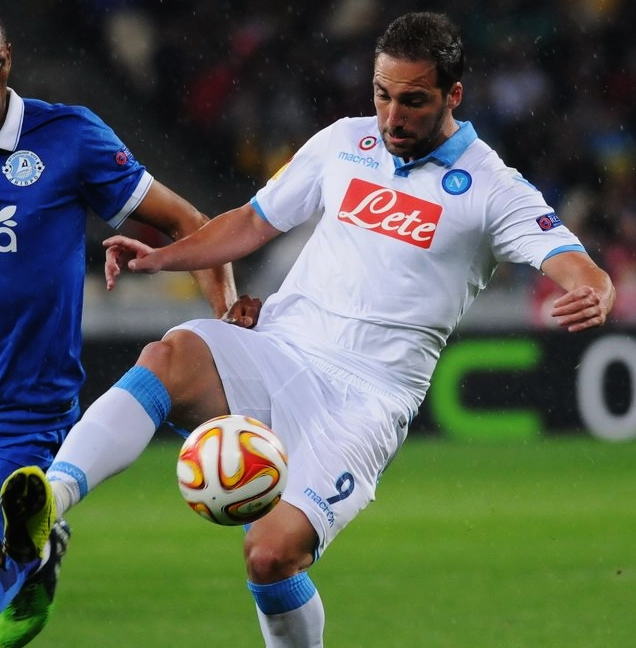
希古恩

沙利的4-3-3陣式大大改善了賓尼迪斯時代在防守上的不足，失球只有32球，比起賓尼迪斯與馬沙利領軍時任何一季的失球數字都還要低。同時，球隊首席射手希古恩更是在當季大爆發，聯賽出場35場攻入36球，打破了意甲的歷史入球紀錄，是協助拿玻里在當季取得佳績的關鍵。
在2016/17賽季，希古恩在當季的轉會窗以破意甲轉會費紀錄的9000萬轉會至死敵祖雲達斯，但拿玻里亦轉而得到巨額資金來購入眾多年輕球員補強：當中包括以3500萬歐元從阿積士購入米利克當作希古恩的替代品，也從意甲各隊中購了、等球員。
而在賽季初段，亦一度成功取代希古恩，接連在聯賽AC米蘭、博洛尼亞梅開二度展現身價，在歐聯場上更在基輔戴拿模身上也梅開二度協助球隊取得歐聯首勝。但米歷克卻在10月國際賽期代表國家隊出戰時受到重傷而需要休戰多個月。其後嘗試以加比亞甸尼取代其中鋒位置卻效果欠佳。之後沙利以梅斯頓當作前鋒，令球隊迎來了新的爆發。沙利以、及作三叉戟，結果令球隊在整個賽季以94球，成為當季意甲入球最多的球隊。而梅頓斯以攻入28球而成為意甲銀靴，當中梅頓斯在當季兩次大演帽子戲法，以及一次大四喜。卡利祖則以11球助攻成為了當季意甲助攻王。
球隊在當季亦打出了史上最佳成績的86分获得當季的意甲季軍，而在歐聯方面，雖然球隊在小組賽成功首名出線，但在十六強則被皇家馬德里以兩回合總比數六比二所淘汰。在意大利杯則在四強先敗於祖雲達斯三比一，次回合雖然在主場以三比二擊敗祖雲達斯，但同樣以總比分上以五比四而被淘汰，未能進入決賽。
在2017/18賽季，球隊再次創下隊史紀錄，得到91分，最終不敵當季冠軍祖雲達斯。歐戰方面，球隊止步於分組賽，因而轉戰歐霸盃，並在32強淘汰出局。賽季結束後，沙利離隊。

### 安切洛蒂和加图索時代（2018年-2021年）
在2018-2019賽季，這賽季是球隊意甲聯賽中的第73個賽季。球隊參加了意甲聯賽，意大利盃，歐洲冠軍聯賽和歐洲聯賽。2019年10月，安切洛蒂因开局成绩差而被解雇，由詹纳罗·加图索继任。那不勒斯成功杀入2019-2020意大利杯决赛，并通过点球决胜拿下冠军。
2020年12月，那不勒斯以迭戈·马拉多纳的名字重新命名圣保罗球场，此前他们深爱的俱乐部偶像因病去世。但那不勒斯在最后一天战平后，在2020-2021的意甲联赛中排名第五，仅以1分之差错失了冠军联赛席位。

### 重返巔峰，意甲两连冠（2021年至今）
在2021-2022赛季，卢西亚诺·斯帕莱蒂取代加图索担任主教练，带领球队获得意甲第三名，在缺席两年后为淡蓝军团赢得了冠军联赛席位。在2022-23赛季的冠军联赛中，斯帕莱蒂带领他们在欧洲历史上首次进入四分之一决赛，但他们被同为意甲球队的米兰以2-1（客场1-0，主场1-1）淘汰。
2023年5月4日，那不勒斯在客场1比1战平乌迪内斯队之后，隨著拉齊奧0比2輸給AC米蘭，那不勒斯提前五輪封王，自1989–90赛季以来，相隔33年再一次夺得意甲冠军，这是他们第三个意甲联赛冠军，也是自迭戈·马拉多纳时代以来首次拿下联赛冠军。2024–25赛季，在新教練安东尼奥·孔蒂帶領下，那不勒斯以1分力壓國際米蘭，在三年内第二次奪得意甲冠军。

## 球會榮譽
| 榮譽                         | 次數        | 年度                                                 |
| 本 土 聯 賽                  | 本 土 聯 賽 | 本 土 聯 賽                                          |
| ---------------------------- | ----------- | ---------------------------------------------------- |
| 意大利甲組足球聯賽冠軍       | 4           | 1986–87, 1989–90, 2022–23, 2024–25                   |
| 意大利乙組足球聯賽冠軍       | 1           | 1949–50                                              |
| 意丙一聯賽冠軍               | 1           | 2005–06                                              |
| 本 土 盃 賽                  |             |                                                      |
| 意大利盃冠軍                 | 6           | 1961–62, 1975–76, 1986–87, 2011–12, 2013–14, 2019–20 |
| 超級盃冠軍                   | 2           | 1990, 2014                                           |
| 歐 洲 賽 事 (決賽比數及對手) |             |                                                      |
| 歐洲足協杯 冠軍              | 1           | 1988–89 5:4 對史特加 (兩回合)                        |
| 英義聯賽盃 冠軍              | 1           | 1976年 4:1 對 (兩回合)                               |

## 意甲聯賽歷年成績
| 賽季        | 位置                 | 積分                 | 場數                 | 勝                   | 和                   | 負                   | 進球                 | 失球                 | 敎練                                              | 當年冠軍             |
| ----------- | -------------------- | -------------------- | -------------------- | -------------------- | -------------------- | -------------------- | -------------------- | -------------------- | ------------------------------------------------- | -------------------- |
| 2024-25年   | 冠軍                 | 82                   | 38                   | 24                   | 10                   | 4                    | 59                   | 27                   | 安東尼奧·孔蒂                                     | (第4次)              |
| 2023-24年   | 第10位               | 53                   | 38                   | 13                   | 14                   | 11                   | 55                   | 48                   | 魯迪·加西亞 沃爾特·馬扎里 弗朗西斯科·卡爾佐納     | 國際米蘭 (94分)      |
| 2022-23年   | 冠軍                 | 90                   | 38                   | 28                   | 6                    | 4                    | 77                   | 28                   | 盧西亞諾·斯帕萊蒂                                 | (第3次)              |
| 2021-22年   | 季軍                 | 79                   | 38                   | 24                   | 7                    | 7                    | 74                   | 31                   | 盧西亞諾·斯帕萊蒂                                 | AC米蘭(86分)         |
| 2020-21年   | 第5位                | 77                   | 38                   | 24                   | 5                    | 9                    | 86                   | 41                   |                                                   | 國際米蘭(91分)       |
| 2019-20年   | 第7位                | 62                   | 38                   | 18                   | 8                    | 12                   | 61                   | 50                   |                                                   | (83分)               |
| 2018-19年   | 亞軍                 | 79                   | 38                   | 24                   | 7                    | 7                    | 74                   | 36                   |                                                   | (90分)               |
| 2017-18年   | 亞軍                 | 91                   | 38                   | 28                   | 7                    | 3                    | 77                   | 29                   | 毛里齊奧·薩里                                     | (95分)               |
| 2016-17年   | 季軍                 | 86                   | 38                   | 26                   | 8                    | 4                    | 94                   | 39                   | 毛里齊奧·薩里                                     | (91分)               |
| 2015-16年   | 亞軍                 | 82                   | 38                   | 25                   | 7                    | 6                    | 80                   | 32                   | 毛里齊奧·薩里                                     | (91分)               |
| 2014-15年   | 第5位                | 63                   | 38                   | 18                   | 9                    | 11                   | 70                   | 54                   | 西班牙                                            | (87分)               |
| 2013-14年   | 季軍                 | 78                   | 38                   | 23                   | 9                    | 6                    | 77                   | 39                   | 西班牙                                            | (102分)              |
| 2012-13年   | 亞軍                 | 78                   | 38                   | 23                   | 9                    | 6                    | 73                   | 36                   | 沃爾特·馬扎里                                     | (87分)               |
| 2011-12年   | 第5位                | 61                   | 38                   | 16                   | 13                   | 9                    | 66                   | 46                   | 沃爾特·馬扎里                                     | (84分)               |
| 2010-11年   | 季軍                 | 70                   | 38                   | 21                   | 7                    | 10                   | 59                   | 39                   | 沃爾特·馬扎里                                     | AC米蘭(82分)         |
| 2009-10年   | 第6位                | 59                   | 38                   | 15                   | 14                   | 9                    | 50                   | 43                   | 沃爾特·馬扎里                                     | 國際米蘭 (82分)      |
| 2008-09年   | 第12位               | 46                   | 38                   | 12                   | 10                   | 16                   | 43                   | 45                   | 埃多阿爾多·雷亞                                   | 國際米蘭(84分)       |
| 2007-08年   | 第8位                | 50                   | 38                   | 14                   | 8                    | 16                   | 60                   | 53                   | 埃多阿爾多·雷亞                                   | 國際米蘭 (85分)      |
| 2001-07年   | 降級至義乙及義丙作賽 | 降級至義乙及義丙作賽 | 降級至義乙及義丙作賽 | 降級至義乙及義丙作賽 | 降級至義乙及義丙作賽 | 降級至義乙及義丙作賽 | 降級至義乙及義丙作賽 | 降級至義乙及義丙作賽 | 降級至義乙及義丙作賽                              | 降級至義乙及義丙作賽 |
| 2000-01年   | 第17位               | 36                   | 34                   | 8                    | 12                   | 14                   | 35                   | 51                   | 茲德湼克·澤曼 埃米利阿諾·蒙多尼科                 | 羅馬                 |
| 1998-2000年 | 降級至義乙作賽       | 降級至義乙作賽       | 降級至義乙作賽       | 降級至義乙作賽       | 降級至義乙作賽       | 降級至義乙作賽       | 降級至義乙作賽       | 降級至義乙作賽       | 降級至義乙作賽                                    | 降級至義乙作賽       |
| 1997-98年   | 第18位               | 14                   | 34                   | 2                    | 8                    | 24                   | 25                   | 76                   | 博爾托諾·穆蒂 卡洛·馬佐尼 喬瓦尼·加萊奧內         |                      |
| 1996-97年   | 第13位               | 41                   | 34                   | 9                    | 14                   | 11                   | 38                   | 45                   | 路易吉·西蒙尼 蒙特富斯科                          |                      |
| 1995-96年   | 第12位               | 41                   | 34                   | 10                   | 11                   | 13                   | 28                   | 41                   | 武亚丁·博斯科夫                                   | AC米蘭               |
| 1994-95年   | 第7位                | 51                   | 34                   | 13                   | 12                   | 9                    | 40                   | 45                   | 温琴佐·古里尼 武亚丁·博斯科夫 阿爾巴斯·佛斯丁尼奧 |                      |
| 1993-94年   | 第6位                | 36                   | 34                   | 12                   | 12                   | 10                   | 41                   | 35                   | 馬爾切洛·里皮                                     | AC米蘭               |
| 1992-93年   | 第11位               | 32                   | 34                   | 10                   | 12                   | 12                   | 49                   | 50                   | 克勞迪奧·拉湼利 奧塔維奧·比安奇                   | AC米蘭               |
| 1991-92年   | 第4位                | 42                   | 34                   | 15                   | 12                   | 7                    | 56                   | 40                   | 克勞迪奧·拉湼利                                   | AC米蘭               |
| 1990-91年   | 第8位                | 37                   | 34                   | 11                   | 15                   | 8                    | 37                   | 37                   | 阿爾貝托·比干                                     |                      |
| 1989-90年   | 冠軍                 | 51                   | 34                   | 21                   | 9                    | 4                    | 57                   | 31                   | 阿爾貝托·比干                                     | (第2次)              |
| 1988-89年   | 亞軍                 | 47                   | 34                   | 18                   | 11                   | 5                    | 57                   | 28                   | 奧塔維奧·比安奇                                   | 國際米蘭             |
| 1987-88年   | 亞軍                 | 42                   | 30                   | 15                   | 12                   | 3                    | 41                   | 21                   | 奧塔維奧·比安奇                                   | AC米蘭               |
| 1986-87年   | 冠軍                 | 42                   | 30                   | 18                   | 6                    | 6                    | 55                   | 27                   | 奧塔維奧·比安奇                                   | (第1次)              |
| 1985-86年   | 季軍                 | 39                   | 30                   | 14                   | 11                   | 5                    | 35                   | 21                   |                                                   |                      |
| 1984-85年   | 第8位                | 33                   | 30                   | 10                   | 13                   | 7                    | 34                   | 29                   | 里諾·馬凱西                                       | 維羅納               |
| 1983-84年   | 第12位               | 26                   | 30                   | 7                    | 12                   | 11                   | 28                   | 38                   | 伯多祿·山蒂                                       |                      |
| 1982-83年   | 第10位               | 28                   | 30                   | 7                    | 14                   | 9                    | 22                   | 29                   | 佩薩奧拉                                          | 羅馬                 |
| 1981-82年   | 第4位                | 35                   | 30                   | 10                   | 15                   | 5                    | 31                   | 21                   | 里諾·馬凱西                                       |                      |
| 1980-81年   | 季軍                 | 38                   | 30                   | 14                   | 10                   | 6                    | 32                   | 21                   | 里諾·馬凱西                                       |                      |
| 1979-80年   | 第10位               | 28                   | 30                   | 7                    | 14                   | 9                    | 20                   | 20                   | 路易斯·維尼奇奧                                   | 國際米蘭             |
| 1978-79年   | 第6位                | 32                   | 30                   | 9                    | 14                   | 7                    | 23                   | 21                   | 路易斯·維尼奇奧                                   | AC米蘭               |
| 1977-78年   | 第6位                | 30                   | 30                   | 8                    | 14                   | 8                    | 35                   | 31                   | 迪馬爾齊奧                                        |                      |
| 1976-77年   | 第7位                | 28*                  | 30                   | 9                    | 11                   | 10                   | 37                   | 38                   | 佩薩奧拉                                          |                      |
| 1975-76年   | 第5位                | 36                   | 30                   | 13                   | 10                   | 7                    | 40                   | 27                   | 路易斯·維尼奇奧                                   |                      |
| 1974-75年   | 亞軍                 | 41                   | 30                   | 14                   | 13                   | 3                    | 50                   | 22                   | 路易斯·維尼奇奧                                   |                      |
| 1973-74年   | 季軍                 | 36                   | 30                   | 12                   | 12                   | 6                    | 35                   | 28                   | 路易斯·維尼奇奧                                   |                      |
| 1972-73年   | 第9位                | 28                   | 30                   | 7                    | 14                   | 9                    | 18                   | 20                   | 吉烏塞普·奇阿佩拉                                 |                      |
| 1971-72年   | 第8位                | 28                   | 30                   | 6                    | 16                   | 8                    | 27                   | 31                   | 吉烏塞普·奇阿佩拉                                 |                      |
| 1970-71年   | 季軍                 | 39                   | 30                   | 15                   | 9                    | 6                    | 33                   | 19                   | 吉烏塞普·奇阿佩拉                                 | 國際米蘭             |

## 球員名單（2025-2026球季）
1. 粗體字為新加盟球員（青年隊提升不計）。
2. 取消共有球員制。
3. 2025年夏季轉會窗（英语：List of Italian football transfers summer 2025）：6月1日至10日，6月16日至9月1日。

### 現役球員
| 號碼  | 國籍     | 球員                                  | 位置       | 年齡  | 加盟年份 | 前屬球會   | 轉會費              |
| 門 將 | 門 將    | 門 將                                 | 門 將      | 門 將 | 門 將    | 門 將      | 門 將               |
| ----- | -------- | ------------------------------------- | ---------- | ----- | -------- | ---------- | ------------------- |
| 1     | 義大利   | （Alex Meret）                        | 門將       | 28    | 2018     | 烏甸尼斯   | 2,200萬歐元         |
| 14    | 乌克兰   | （Nikita Contini）                    | 門將       | 29    | 2016     | 青年隊     | 不適用              |
| 32    | 塞尔维亚 | （Vanja Milinković-Savić）            | 门将       | 28    | 2025     | 拖連奴     | 1,500萬歐元(租借費) |
| 後 衛 |          |                                       |            |       |          |            |                     |
| 3     | 西班牙   | 米格尔·古迪利斯（Miguel Gutiérrez）   | 左后卫     | 24    | 2025     | 赫罗纳     | 1,800萬歐元         |
| 4     | 義大利   | （Alessandro Buongiorno）             | 中堅       | 26    | 2024     | 拖連奴     | 3,500萬歐元         |
| 5     | 巴西     | （Juan Jesus）                        | 中堅／左閘 | 34    | 2021     | 羅馬       | 自由轉會            |
| 13    | 科索沃   | （Amir Rrahmani）                     | 中堅       | 31    | 2020     | 維羅納     | 1,400萬歐元         |
| 17    | 乌拉圭   | （Mathías Olivera）                   | 左閘       | 27    | 2022     | 基達菲     | 1,100萬歐元         |
| 22    | 義大利   | （Giovanni Di Lorenzo）               | 右閘       | 32    | 2019     |            | 800萬歐元           |
| 30    | 義大利   | 帕斯奎爾·馬佐奇（Pasquale Mazzocchi） | 右閘       | 30    | 2024     | 沙勒尼塔納 | 300萬歐元           |
| 31    | 荷兰     | （Sam Beukema）                       | 中堅       | 26    | 2025     | 博洛尼亚   | 3,100萬歐元         |
| 35    | 義大利   | 卢卡·马里亚努奇（Luca Marianucci）    | 中堅       | 21    | 2025     | 恩波利     | 900萬歐元           |
| 37    | 義大利   | （Leonardo Spinazzola）               | 左閘       | 32    | 2024     | 羅馬       | 自由轉會            |
| 59    | 義大利   | （Alessandro Zanoli）                 | 右閘       | 24    | 2019     | 卡皮       | 150萬歐元           |
| 中 場 |          |                                       |            |       |          |            |                     |
| 6     | 蘇格蘭   | （Billy Gilmour）                     | 防守中場   | 24    | 2024     | 布莱顿     | 1,400萬歐元         |
| 8     | 蘇格蘭   | （Scott McTominay）                   | 正中場     | 28    | 2024     | 曼聯       | 3,050萬歐元         |
| 11    | 比利时   | （Kevin De Bruyne）                   | 進攻中場   | 34    | 2025     | 曼城       | 自由轉會            |
| 29    | 義大利   | 路易斯·哈薩（Luis Hasa）              | 正中場     | 21    | 2025     | 萊切       | 50萬歐元            |
| 68    | 斯洛伐克 | （Stanislav Lobotka）                 | 防守中場   | 30    | 2016     | 塞爾塔     | 2,000萬歐元         |
| 99    | 喀麦隆   | （Frank Anguissa）                    | 正中場     | 29    | 2021     | 富勒姆     | 1,500萬歐元         |
| 前 鋒 |          |                                       |            |       |          |            |                     |
| 7     | 巴西     | 大衛·（David Neres）                  | 右翼       | 28    | 2024     | 本菲卡     | 2,800萬歐元         |
| 9     | 比利时   | 羅美路·盧卡古（Romelu Lukaku）                     | 中鋒       | 32    | 2024     | 車路士     | 3,000萬歐元         |
| 21    | 義大利   | （Matteo Politano）                   | 右翼       | 32    | 2020     | 國際米蘭   | 1,900萬歐元         |
| 27    | 義大利   | 洛倫佐·盧卡（Lorenzo Lucca）          | 中鋒       | 24    | 2025     | 乌迪内斯   | 900萬歐元(租借費)   |
| 70    | 荷兰     | （Noa Lang）                          | 左翼       | 26    | 2025     | PSV燕豪芬  | 2,500萬歐元         |
| 77    | 摩洛哥   | 瓦利德·切迪拉（Walid Cheddira）       | 中鋒       | 27    | 2023     | 巴里       | 700萬歐元           |

、分別為此隊的隊長、副隊長、第三隊長、第四隊長

1. ↑  另浮動條款200萬歐元
2. ↑  另浮動條款100萬歐元
3. ↑  另浮動條款500萬歐元
4. ↑  租借一季(21/22)後買斷，租借費60萬歐元
5. ↑  另浮動條款200萬歐元
6. ↑  另浮動條款1,500萬歐元
7. ↑  租借1.5季(19/20、20/21上)後買斷，租借費250萬歐元
8. ↑  另浮動條款500萬歐元

### 外借球員
| 號碼             | 國籍             | 球員                          | 位置             | 年齡             | 加盟年份         | 外借球會         | 外借球季         |
| 2025年夏季轉會窗 | 2025年夏季轉會窗 | 2025年夏季轉會窗              | 2025年夏季轉會窗 | 2025年夏季轉會窗 | 2025年夏季轉會窗 | 2025年夏季轉會窗 | 2025年夏季轉會窗 |
| ---------------- | ---------------- | ----------------------------- | ---------------- | ---------------- | ---------------- | ---------------- | ---------------- |
| 12               | 瑞典             | （Jens Cajuste）              | 中場             | 26               | 2023             | 葉士域治         | 25/26球季        |
| 12               | 義大利           | 克劳迪奥·图里（Claudio Turi） | 門將             | 20               | 2024             | 阿爾塔穆拉隊     | 25/26球季        |
| 16               | 西班牙           | 拉斐爾·馬林（Rafa Marín）     | 中堅             | 23               | 2024             | 比亞雷亞爾       | 25/26球季        |
| 18               | 阿根廷           | （Giovanni Simeone）          | 中鋒             | 30               | 2022             | 拖連奴           | 25/26球季        |
| 23               | 義大利           | （Alessio Zerbin）            | 前鋒             | 26               | 2017             | 克雷莫納         | 25/26球季        |
| 26               | 比利时           | 西里爾·恩貢戈（Cyril Ngonge） | 右翼             | 25               | 2024             | 拖連奴           | 25/26球季        |
| 29               | 丹麦             | （Jesper Lindstrøm）          | 進攻中場         | 25               | 2023             | 沃尔夫斯堡       | 25/26球季        |
| 58               | 義大利           | （Antonio Cioffi）            | 左翼             | 22               | 2019             | 利沃诺           | 25/26球季        |
| 90               | 義大利           | （Michael Folorunsho）        | 中場             | 27               | 2019             | 卡利亚里         | 25/26球季        |

### 離隊球員
1. 『*』為先租出一季或半季後售出。

| 號碼             | 國籍             | 球員                            | 位置             | 年齡             | 加盟年份         | 加盟球會         | 轉會費           |
| 2025年夏季轉會窗 | 2025年夏季轉會窗 | 2025年夏季轉會窗                | 2025年夏季轉會窗 | 2025年夏季轉會窗 | 2025年夏季轉會窗 | 2025年夏季轉會窗 | 2025年夏季轉會窗 |
| ---------------- | ---------------- | ------------------------------- | ---------------- | ---------------- | ---------------- | ---------------- | ---------------- |
| 3                | 巴西             | （Natan de Souza）              | 中堅             | 24               | 2023             | 皇家貝迪斯       | 900萬歐元*       |
| 9                | 瑞士             | （Noah Okafor）                 | 左翼             | 25               | 2025             | AC米兰           | 租借歸還         |
| 9                | 奈及利亞         | （Victor Osimhen）              | 中鋒             | 26               | 2020             | 加拉塔沙雷       | 7,500萬歐元*     |
| 15               | 丹麦             | （Philip Billing）              | 正中場           | 29               | 2025             | 伯恩茅斯         | 租借歸還         |
| 25               | 義大利           | 埃利亞·卡普里萊（Elia Caprile） | 門將             | 23               | 2023             | 卡利亚里         | 800萬歐元*       |
| 70               | 義大利           | （Gianluca Gaetano）            | 中場             | 25               | 2019             | 卡利亚里         | 600萬歐元*       |
| 81               | 義大利           | （Giacomo Raspadori）           | 輔鋒             | 25               | 2022             | 马德里竞技       | 2,200萬歐元      |
| 96               | 義大利           | （Simone Scuffet）              | 門將             | 29               | 2025             | 卡利亚里         | 租借歸還         |

## 著名球員

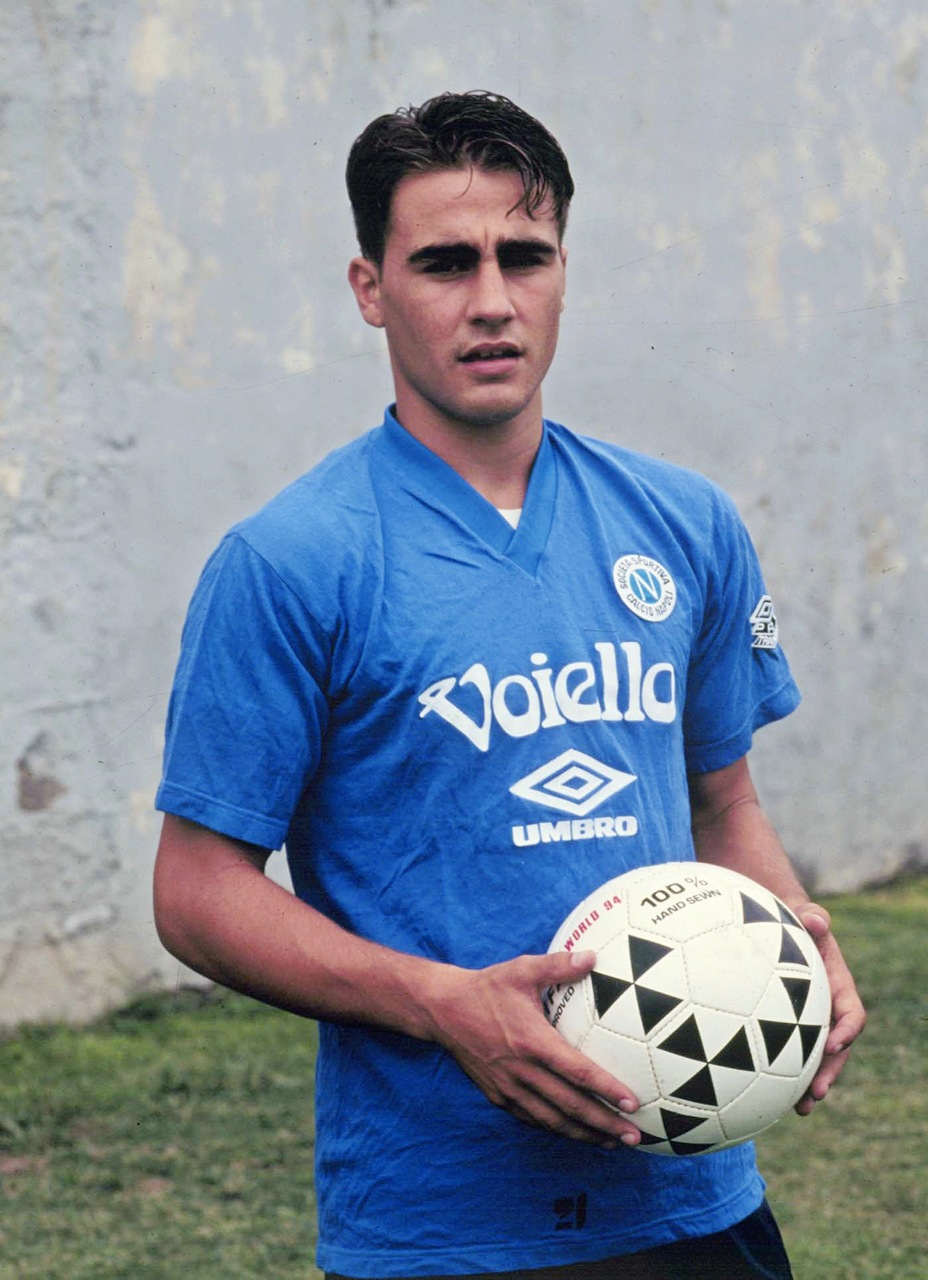
簡拿華路與弟弟同樣出身於拿坡里青訓系統

- 薩魯斯特羅（Attila Sallustro，1925年-1937年）
- 維內西奧（Luís Vinício，1955年-1960年）
- 佩薩奧拉（Bruno Pesaola，1952年-1960年）
- 耶普松（Hasse Jeppson，1952年-1956年）
- （Omar Sívori，1965年-1968年）
- （Dino Zoff，1967年-1972年）
- （Ruud Krol，1980年-1984年）
- 巴格尼（Giuseppe Bruscolotti，1972年-1988年）
- [[奇罗·费拉拉|-{zh-cn:费拉拉;zh-hk:費拉拿;zh-tw:費拉拉;

}}}-]]（Ciro Ferrara，1984年-1994年）
- （Diego Maradona，1984年-1991年）
- （Fernando De Napoli，1986年-1992年）
- 卡爾內瓦萊（Andrea Carnevale，1986年-1990年）
- （Careca，1987年-1993年）
- 佐拉（Gianfranco Zola，1989年-1993年）
- （Fabio Cannavaro，1991年-1995年）
- 豐塞卡（Daniel Fonseca，1992-1994年）
- （Roberto Ayala，1995年-1998年）
- （Paolo Cannavaro，1998年-1999年、2006年-2014年）
- （Marek Hamšík，2007年-2019年）
- （Christian Maggio，2008年-2018年）
- （Edinson Cavani，2010年-2013年）
- （Gonzalo Higuaín，2013年-2016年）
- （José Callejón，2013年-2020年）
- （Dries Mertens，2013年-2022年）

## 外部連結
- 那不勒斯足球俱乐部 官方網站 （页面存档备份，存于）